# Natalya Rudakova
Natalya Rudakova (Ната́лья Рудако́ва), née le 14 février 1985 à Léningrad en Union soviétique, est une actrice américaine d’origine russe.

## Biographie
Le réalisateur français Luc Besson la repère à New York où elle exerçait le métier de coiffeuse, il l'encourage à prendre des cours de comédie, puis lui fait passer une audition. Par la suite, elle devient la nouvelle Transporter-Girl du film Le Transporteur 3.[réf. nécessaire]

## Filmographie

### Cinéma
- 2008 : Le Transporteur 3 : Valentina
- 2011 : The One : Alex
- 2011 : A Novel Romance : Shelly
- 2014 : Waiting for a Train : Adel
- 2015 : Before the Snow : Natalie
- 2015 : Darkest Before Dawn : Kitty
- 2017 : Coffee Cafe : Detective Miller
- 2019 : Roads to Olympia : Yana

### Téléfilms
- 2019 : Main Justice : Judith Delfont

### Séries télévisées
- 2015 : Blindspot (saison 1, épisode 5 "Split the Law") : 4e otage